# فوکلبرگ
فوکلبرگ (به آلمانی: Föckelberg) یک شهر در آلمان است که در Altenglan واقع شده‌است. فوکلبرگ ۴۱۰ نفر جمعیت دارد.